# Rio Branco (stad)
Rio Branco är en stad i kommunen Rio Branco i norra Brasilien och är huvudstad i delstaten Acre. Den är en av de största städerna i Amazonområdet och är belägen längs Acrefloden. Folkmängden i centralorten var strax över 300 000 invånare vid folkräkningen 2010.

## Geografi

### Vegetation
Regnskogen i Amazonas är den största och artrikaste tropiska regnskogen på planeten, mer artrik än motsvarande regnskogar i Afrika och Asien.[1]

### Parque Ambiente Chico Mendes

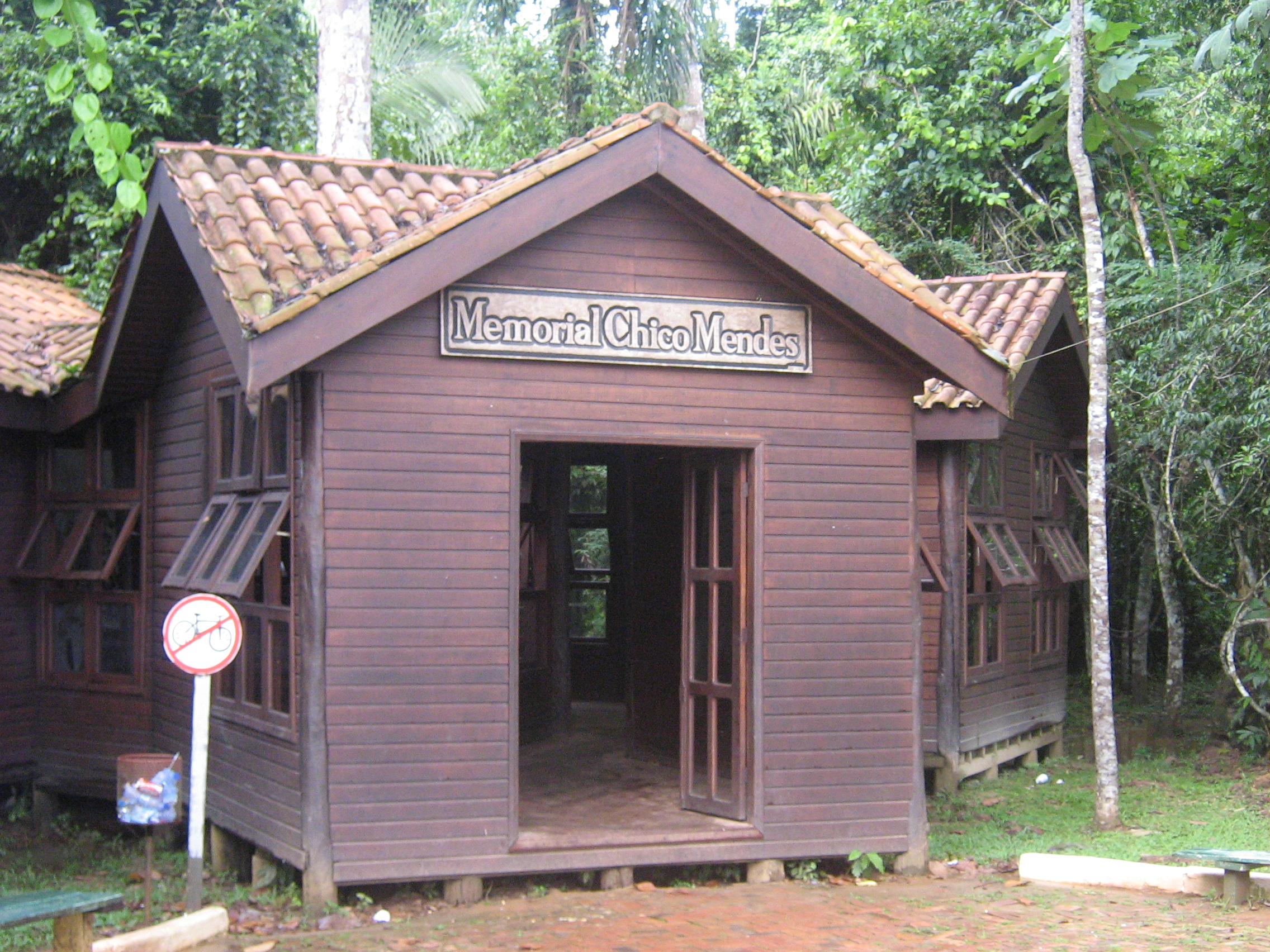
Memorial Chico Mendes - Rio Branco 01

Miljöparken Chico Mende ligger på en gammal gummiplantage en mil söder m Rio Branco. I parken finns ett urskogsområde, en djurpark och ett minnesmärke över Chico Mende. Francisco Mendes, född 1944 i Xapuri var gummitappare, fackföreningsledare och protesterade mot skövlingen av regnskogen. Den 22 december 1988 sköts han utanför sitt hus i Xapuri.
Den brasilianska staten beslöt att hedra Chic Mendes och har anlagt naturparker i hans namn i flera delstater. År 2008 var den sammanlagda ytan 12 miljoner hektar.

### Befolkningsutveckling
| Område     | Areal (km²)   | Invånarantal 1 augusti 2000 | Invånarantal 1 augusti 2010 | Invånarantal 1 juli 2014 |
| ---------- | ------------- | --------------------------- | --------------------------- | ------------------------ |
| Kommun     | 8 835,54      | 253 059                     | 336 038                     | 363 928                  |
| Centralort | Ingen uppgift | 226 298                     | 308 545                     | Ingen uppgift            |

## Historia
Rio Branco var en av de första bosättningarna vid floden Acre. I början av 1900-talet ockuperade brasilianska gummiarbetare ett område som låg i Bolivia. År 1904 annekterade företaget Newtel Maiá området och grundade delstaten Acre. 1913 blev Rio Branco en kommun och 1920 huvudstad i Acre.
Staden fick sitt namn efter utrikesministern, baron Rio Branco.
På 1930-talet byggdes palatset Rio Branco för att inrymma delstatens regering. Palatset är renoverat och är nu ett museum som visar Acres historia och ursprungsbefolkningens kultur.